# Juveniele cellulitis

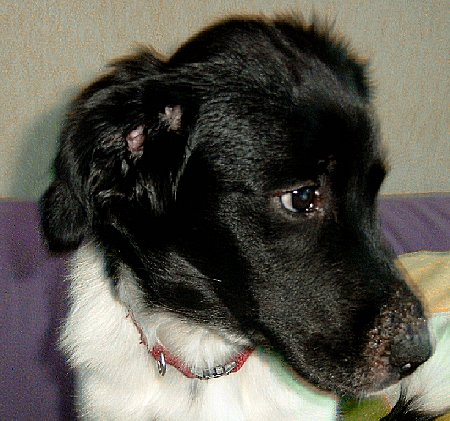

Juveniele cellulitis (Puppy Stranglers (PS), lymfadenitis of juveniele pyodermie) is een ziekte die voorkomt bij puppy's van drie weken tot zes maanden. Het is een vrij zeldzame ziekte en er is nog weinig van bekend.

## Symptomen
Meestal begint het ermee dat het gebied rond de ogen van de puppy gaat opzetten en dat er vesikels en pustels verschijnen. Daarna volgen die op de meeste andere delen van de kop. Er kan sereus tot purulent exsudaat ontstaan. Er treedt zwelling op van het hoofd en de lymfeklieren gaan vergroten. Ongeveer 50% van de puppy's zijn lethargisch. Anorexie, koorts en gewrichtspijn zijn in ongeveer 25% van de puppy's aanwezig.

## Behandeling
Zonder behandeling kan de ziekte dodelijk verlopen. Juveniele cellulitis wordt met prednison in combinatie met antibiotica behandeld. In het algemeen verdwijnen de symptomen binnen 10-14 dagen.

## Gevolgen
Voor zover bekend heeft deze ziekte weinig gevolgen. Vaak houdt de hond er wel littekens van over rond de gebieden waar het heeft gezeten, maar voor de rest zijn het gezonde honden.